# Onobrychis oxyodonta
Onobrychis oxyodonta är en ärtväxtart som beskrevs av Pierre Edmond Boissier. Onobrychis oxyodonta ingår i släktet esparsetter, och familjen ärtväxter. Inga underarter finns listade i Catalogue of Life.

## Bildgalleri

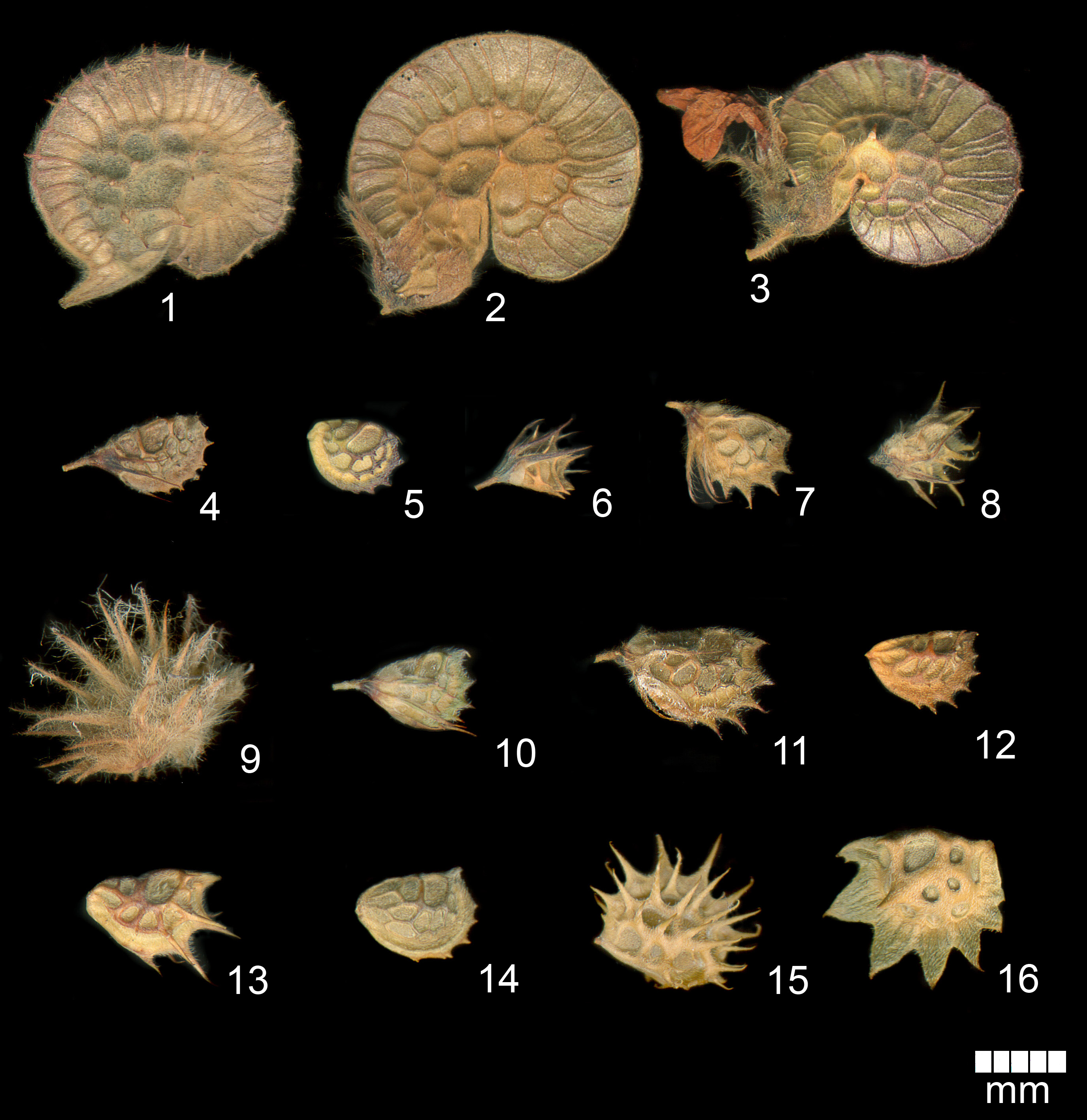